# Samostrel
Samostrél je rečno strelno orožje, ki za izstrelitev puščice uporablja elastično tetivo, podobno loku. Prvi so ga uporabljali Kitajci, nato se je okoli leta 1000 začel uporabljati v Evropi. Moč samostrela se meri v librah (1 lbs ustreza 0,453 kg). Tehtali so 6,5–10 kg.
Srednjeveški samostreli so imeli moč tudi do 400 lbs (181,2 kg). Za napenjanje samostrela se uporablja vzvod ali škripec. Današnji samostreli so namenjeni za lov in športno streljanje. Močni samostreli imajo sestavljeni lok (s škripci in tetivo na vsaki strani), ki zmanjša silo, ki je potrebna za napenjanje. Nekateri izmed današnjih samostrelov imajo elektronski sprožilec.
Oblegovalna različica katapulta je balista.